# 白龙珍珠城
白龙珍珠城，位于中国广西壮族自治区北海市铁山港区营盘镇白龙社区。1981年8月25日，列入第二批广西壮族自治区文物保护单位。
白龙珍珠城始建于明代洪武初年，抗战时期，城墙大部分被拆毁，仅余南门及附近墙段。1958年，拆除南门。1992年，重建南城门。
白龙珍珠城呈正方形，南北长320米，东南宽233米，周长1107米（三百三十余丈），墙高6米（一丈八尺） ，城基宽6米。城墙设东、南、西三个城门。